# Майданник Віталій Григорович
Віталій Григорович Майданник (2 січня 1957, Козин — 29 вересня 2020, Київ) — український лікар-педіатр, педагог. Доктор медичних наук (1989), професор (1991). Один з провідних українських науковців у галузі педіатрії, розробник методів діагностики та лікування пієлонефриту, засновник першого в Україні дитячого відділення хронічного гемодіалізу, дослідник порушень вегетативної нервової системи у дітей.
Протягом 40 років — науковий співробітник та педагог Київського медичного інституту (пізніше — Національного медичного університету імені О. О. Богомольця; 1980—2020), з яких 30 років — завідувач кафедри педіатрії № 4. Автор близько 750 наукових робіт, зокрема понад 65 авторських свідоцтв на винаходи. Учень професора Віри Чеботарьової.
Головний педіатр Києва (2004—2011). Заслужений лікар України (2001), лауреат Державної премії України в галузі науки і техніки (2009).

## Життєпис

Могила Віталія Майданника, Байкове кладовище

Народився 2 січня 1957 року в селі Козин на Київщині.
Планував навчатись фізико-технічній спеціальності, але остаточно обрав медицину. У 1980 році з відзнакою закінчив педіатричний факультет Київського медичного інституту (пізніше — Національного медичного університету імені О. О. Богомольця; КМІ, НМУ). Учень професора Віри Чеботарьової. Серед вчителів Віталія Майданника — професори Володимир Широбоков, Валентин Бурлай, Інгретта Багдасарова.
У 1983 році закінчив аспірантуру та здобув науковий ступінь кандидата медичних наук, захистивши дисертацію на тему «Клинико-функциональное состояние почек и показатели клеточно-гуморального иммунитета при пиелонефрите у детей» (наукова керівниця — професор Віра Чеботарьова).
Спочатку обіймав посаду асистента, пізніше доцента кафедри пропедевтики дитячих хвороб (нині — кафедра педіатрії № 4). У 1989 році здобув науковий ступінь доктора медичних наук, захистивши дисертацію на тему «Клинико-экспериментальное изучение развития пиелонефрита и комплексное лечение его у детей».
У 1990 році, у 33-річному віці, обраний завідувачем кафедри пропедевтики дитячих хвороб. Тоді ж заснував на базі кафедри школу дитячих вегетологів та Центр діагностики і лікування вегетативних дисфункцій у дітей. Через рік затверджений у вченому званні професора.

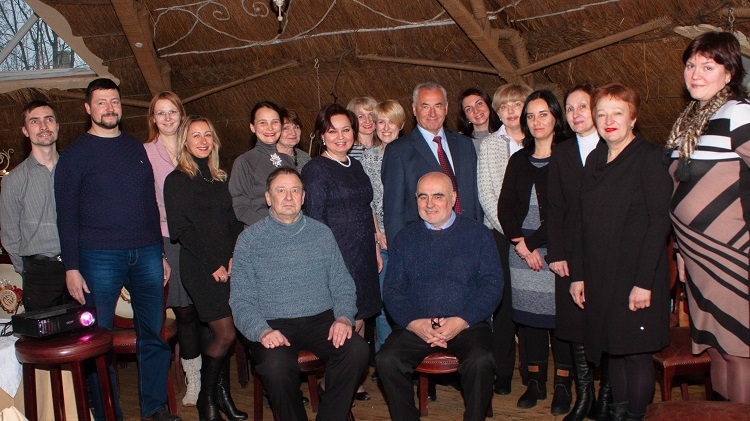
Наукові співробітники та педагоги кафедри педіатрії № 4, 2017 рік; Віталій Майданник стоїть в центрі

З 1994 по 2000 роки — проректор з лікувальної роботи. У 1998 році заснував перше в Україні дитяче відділення хронічного гемодіалізу, науковці якого під керівництвом Віталія Майданника вперше на основі фрактального аналізу розробили критерії адекватності гемодіалізу. З 2001 року — заслужений лікар України.
З 2003 року — член-кореспондент Національної академії медичних наук України, з 2010 — її академік. З 2004 по 2011 роки — головний педіатр Києва. З 2005 по 2010 роки — декан медичного факультету № 3. На цій посаді займався, зокрема, адаптуванням навчальних програм за кредитно-модульною системою.
У 2009 році, разом з колегами, нагороджений Державною премією України в галузі науки і техніки — «за розробку та впровадження системи методів діагностики, профілактики і лікування хвороб нирок».
Дружина — лікарка-педіатр, педагог, кандидат медичних наук Наталія Молочек (нар. 1968).
Працював до останнього дня життя. Раптово помер на 64-му році життя 29 вересня 2020 року. Похований на Байковому кладовищі (ділянка № 33, 50°25′2.86″ пн. ш. 30°30′8.42″ сх. д. / 50.4174611° пн. ш. 30.5023389° сх. д.).

## Наукова діяльність
Один з провідних українських педіатрів, розробник методів діагностики та лікування пієлонефриту, дослідник порушень вегетативної нервової системи у дітей. Автор близько 750 наукових робіт, присвячених основним розділам педіатрії — нефрології, гастроентерології, серцево-судинній, дихальній, ендокринній патологіям тощо. Автор понад 65 авторських свідоцтв на винаходи.
Спільно з колегами з Інституту гідромеханіки НАН України створив високочутливий електронний стетофонендоскоп та комп'ютерну систему аналізу звуків. Окрему увагу в своїх роботах приділяв фармакотерапії в педіатрії, діагностиці та лікуванню захворювань травної та дихальної систем у дітей.
Досліджував історію педіатрії, виступив автором низки монографій та книг, присвячених корифеям української педіатрії. Розробник програми з педіатрії для вищих медичних закладів освіти. Науковий керівник та консультант понад 40 докторів та кандидатів наук. Серед учнів Віталія Майданника — науковці Оксана Виговська, Інга Мітюряєва-Корнійко.
Майже 20 років — головний редактор «Міжнародного журналу педіатрії, акушерства та гінекології», член редакційних колегій ще понад 10 часописів, зокрема «Перинатологія і педіатрія», «Український журнал нефрології та діалізу», «Міжнародний ендокринологічний журнал» тощо. Заступник відповідального редактора збірника «Актуальні питання нефрології» та інших.
Член правління та віце-президент Асоціації педіатрів України, співзасновник, почесний голова та президент Федерації педіатрів країн СНД (2008—2013), член Міжнародних асоціацій педіатрів та дитячої нефрології.

## Вшанування пам'яті
10 жовтня 2022 року в Києві, на фасаді дитячої клінічної лікарні № 6 (вулиця Терещенківська, 23—25/10), де багато років працював Віталій Майданник, була встановлена меморіальна дошка його пам'яті.
В Козині, на фасаді школи, де навчався Віталій Майданник, після його смерті також встановлена меморіальна дошка його пам'яті.

## Науковий доробок (частковий)
- Діагностика порушень фізичного та психічного розвитку дітей / В. Г. Майданник, М. А. Дадакіна. — К. : Супрамед, 1995. — 124 с.
- Госпітальна терапія: навч.- метод. посібник для студ. мед. закладів освіти / ред. Сміян І. С, В. Г. Майданник. — Тернопіль: [б.в.] ; К. : [б.в.], 1997. — 175 с.
- Основи клінічної діагностики в педіатрії / В. Г. Майданник. — К. : [б.в.], 1998. — 212 с.
- Ваш ребенок (уход и воспитание): справочник-дневник для родителей / В. Г. Майданник, В. Г. Бурлай. — К. : Эксимед, 1998. — 160 с.
- Педиатрия: учеб. для студ. мед. вузов / В. Г. Майданник. — К. : А. С. К., 1999. — 825 с.
- Ваш ребенок (уход и воспитание): справочник-дневник для родителей / В. Г. Майданник, В. Г. Бурлай. — К. : [б.и.], 2002. — 240 с.
- Тубулоинтерстициальные болезни почек у детей / В. Г. Майданник. — К. : Знання України, 2002. — 156 с.: ил.
- Гломерулярные болезни почек у детей / В. Г. Майданник. — К. : Знання України, 2002. — 225 с.: ил.
- Практикум з пропедевтичної педіатрії з доглядом за дітьми: навч.-метод. посібник для студ. вищих мед. закл. освіти / Національний медичний ун-т ім. О. О. Богомольця, Дніпропетровська держ. медична академія ; ред. В. Г. Майданник, К. Д. Дук. — К. : Знання України, 2002. — 354 с.
- В. Д. Чеботарьова: Життя та діяльність / В. Г. Майданник [та ін.]. — К. : Знання України, 2002. — 96 с.
- Клинические рекомендации по диагностике и лечению острой пневмонии у детей / В. Г. Майданник. — К. : Знання України, 2002. — 106 с.
- Основы нефрологии детского возраста / В. Г. Майданник [та ін.]. — К. : Книга плюс, 2002. — 348 с.: рис.
- Клинические рекомендации по диагностике, лечению и профилактике заболеваний верхних дыхательных путей у детей / В. Г. Майданник. — К. : Аспект-Поліграф, 2003. — 176 с.
- Ситуаційні завдання з педіатрії: навч. посібник для студ. вищих мед. закл. освіти III-ІV рівнів акредитації / В. Г. Майданник [та ін.] ; ред. В. Г. Майданник. — К. : [б.в.], 2006. — 206 с.
- Диагностика, лечение и профилактика воспалительных заболеваний органов дыхания у детей / В. Г. Майданник, Ю. В. Митин. — К. : ООО «ИЦ Медпроминфо», 2006. — 288 с.
- Первинна артеріальна гіпертензія у дітей та підлітків / Майданник В. Г. [та ін.] ; за ред. В. Г. Майданника та В. Ф. Москаленка. — К. : [б. в.], 2007. — 389 с.
- Заболевания пищевода, желудка и двенадцатиперстной кишки у детей / В. Г. Майданник [и др.]. — К. : Аванпост-Прим, 2008. — 432 с.: ил.
- Гостра пневмонія у дітей: Клінічні варіанти перебігу, діагностика та лікування: навч. посіб. для студ. вищ. мед. навч. закл. IV рівня акредитації та лікарів-інтернів / В. Г. Майданник [и др.] ; Сумський держ. ун-т. — Суми: Видавництво СумДУ, 2009. — 154 с.
- Морфофункціональні та біохімічні показники у дітей і дорослих: навч.-метод. посіб. для студ. вищ. мед. навч. закл. IV рівня акредитації / [В. Е. Маркевич та ін.] ; [Сум. держ. ун-т]. — Суми: Сум. держ. ун-т, 2011. — 308 с.
- Клінічна діагностика в педіатрії: навч. посіб. для студ. вищ. мед. навч. закл. / В. Г. Майданник, О. В. Бутиліна. — К. : Дорадо-Друк, 2012. — 284 с.
- Гельминтозы у детей: [монография] / В. Г. Майданник, Н. В. Хайтович, Г. Г. Юхименко. — К. : Дорадо-Друк, 2012. — 604 с.
- Пропедевтична педіатрія: підруч. для студ. вищ. мед. навч. закл. IV рівня акредитації / В. Г. Майданник [та ін.] ; за ред. акад. НАМН України проф. В. Г. Майданника. — Вінниця: Нова Книга, 2012. — 879 с.
- Вегетативні дисфункції у дітей: навч.-метод. посіб. / [В. Г. Майданник та ін.] ; Сум. держ. ун-т, Мед. ін-т. — Суми: Сум. держ. ун-т, 2014. — 185, [2] с.
- Концентрация интерлейкина-10 в сыроватке крови детей раннего возраста больных острой кишечной инфекцией ротавирусной этиологии / В. Г. Майданник, Е. А. Смиян-Горбунова // Ребенок и общество: проблемы здоровья, развития и питания: VI Конгресс педиатров стран СНГ (9-10 октября 2014 года). — Минск, Беларусь: Династия — С. 82–83.
- Динаміка мікроекології кишечника у дітей, хворих на моно- та мікст-варіанти ротавірусної інфекції / В. Г. Майданник, К. О. Сміян-Горбунова, А. І. Сміян, Т. П. Бинда // Современная педиатрия. — 2015. — № 6(70). — С. 79-81.
- Рівень показників компонентів системи комплементу в дітей раннього віку, хворих на ротавірусну інфекцію / В. Г. Майданник, К. О. Сміян-Горбунова // Проблеми безперервної медичної освіти та науки. — 2015. — № 2. — С. 31–33.
- Болезнь Кавасаки в детском возрасте: [монография] / В. Г. Майданник, И. А. Митюряева-Корнейко ; Посольство Японии в Украине. — Киев: Логос, 2015. — 373 с.
- Сучасні особливості стану показників клітинної та гуморальної ланок імунної системи у дітей з моно- та мікст-варіантами ротавірусної інфекції / В. Г. Майданник, К. О. Сміян-Горбунова, О. І. Сміян та ін. // Перинатология и педиатрия. — 2015. — № 4(64). — С. 50-53.
- Клінічні особливості моно- та мікст-варіантів ротавірусної кишкової інфекції у дітей раннього віку / В. Г. Майданник, К. О. Сміян-Горбунова, Т. П. Бинда, О. І. Сміян // Лечебное дело. — 2016. — № 1-2. — С. 77–81.
- Бронхіальна астма у дітей: навч. посіб. / [В. Г. Майданник та ін.] ; за ред. проф. В. Г. Майданника та проф. О. І. Сміяна ; Сум. держ. ун-т. — Суми: Сум. держ. ун-т, 2017. — 243 с.
- Вегетативні дисфункції у дітей. Пароксизмальна вегетативна недостатність: [монографія] / В. Г. Майданник [та ін.]. — Київ: Логос, 2017. — 299, [1] с.
- Чернов Василий Егорович. Биография и судьба: [крат. очерк] / В. Г. Майданник. — Киев: Логос, 2017. — 135 с. : ил.
- Пропедевтическая педиатрия: учеб. для студентов высш. мед. учеб. заведений IV уровня аккредитации: [пер. с укр.] / В. Г. Майданник [и др.] ; под ред. акад. НАМН Украины проф. В. Г. Майданника. — Винница: Нова Книга, 2017. — 883 с.
- Пропедевтична педіатрія: підруч. для студентів вищ. мед. навч. закл. IV рівня акредитації / В. Г. Майданник [та ін.] ; за ред. акад. НАМН України проф. В. Г. Майданника. — 2-ге вид., випр. та допов. — Вінниця: Нова Книга, 2018. — 871 с.
- Троицкий Иван Виссарионович. Факты известные и неизвестные / В. Г. Майданник. — Киев: Логос, 2018. — 212, [2] с.
- Ендокринологія: підруч. для студентів вищ. мед. навч. закл. ІV рівня акредитації / [П. М. Боднар та ін.] ; за ред. Ю. І. Комісаренко, Г. П. Михальчишин ; Нац. акад. мед. наук України. — 5-те вид., оновл. та допов. — Вінниця: Нова Книга, 2020. — 532 с.

### Авторські свідоцтва на винаходи (у співавторстві)
- 1984 — «Способ диагностики степени активности воспалительного процесса»
- 1985 — «Способ определения фагоцитарной активности лейкоцитов»
- 1987 — «Способ дифференциальной диагностики гломерулонефрита и пиелонефрита у детей»
- 1997 — «Спосіб діагностики порушень функції нирок у дітей при пієлонефриті»
- 2001 — «Спосіб діагностики первинного пролапса мітрального клапана у дітей»
- 2001 — «Спосіб лікування нічного енурезу у дітей»
- 2001 — «Спосіб діагностики клінічних форм енурезу у дітей»
- 2001 — «Спосіб діагностики порушень серцевого ритму у дітей з вегетативними дисфункціями при патології постави»
- 2001 — «Пристрій для лікування енурезу»
- 2001 — «Спосіб багатопараметричної діагностики легеневих захворювань»
- 2003 — «Спосіб контролю адекватності гемодіалізу»
- 2004 — «Спосіб діагностики головного болю напруження у дітей»
- 2004 — «Спосіб діагностики бронхолегеневої патології у дітей»
- 2004 — «Спосіб лікування вегетативних дисфункцій у дітей»
- 2004 — «Спосіб лікування артеріальної гіпертензії у підлітків»
- 2004 — «Спосіб оцінки рівня оксидативного стресу у дітей»
- 2004 — «Спосіб оцінки стану дилатаційної ланки регуляції судинного тонусу у дітей»
- 2005 — «Спосіб прогнозування перебігу різних клініко-патогенетичних форм вегетативних дисфункцій у дітей»
- 2005 — «Спосіб діагностики вегетативних дисфункцій у дітей»
- 2005 — «Спосіб лікування різних клінічних форм енурезу у дітей»
- 2005 — «Спосіб оцінки порушень мітохондріальних функцій у дітей»
- 2006 — «Спосіб оцінки ефективності терапії артеріальної гіпертензії»
- 2006 — «Спосіб діагностики різних клінічних форм енурезу у дітей»
- 2007 — «Спосіб лікування енурезу у дітей»
- 2007 — «Спосіб діагностики дисфункцій сечовивідних шляхів при різних клінічних формах енурезу у дітей»
- 2007 — «Спосіб корекції діастолічної дисфункції лівого шлуночка»
- 2008 — «Спосіб діагностики діабетичної автономної нейропатії у дітей із цукровим діабетом I типу»
- 2008 — «Спосіб оцінки ефективності лікування артеріальної гіпертензії»
- 2010 — «Спосіб оцінки ефективності пренатальної діагностики вроджених вад серця»
- 2010 — «Спосіб лікування артеріальної гіпертензії у підлітків»
- 2010 — «Спосіб оцінки адаптаційних можливостей організму»
- 2010 — «Спосіб оцінки тяжкості перебігу артеріальної гіпертензії у підлітків»
- 2011 — «Спосіб акустичної діагностики пневмоній у дітей»
- 2011 — «Спосіб акустичної діагностики сегментарної (полісегментарної) пневмонії у дітей»
- 2011 — «Спосіб акустичної діагностики бронхіту у дітей»
- 2011 — «Спосіб оцінки ефективності лікування пневмонії у дітей»
- 2012 — «Спосіб лікування гострого бронхіту у дітей»
- 2012 — «Спосіб лікування пароксизмальної вегетативної недостатності у дітей»
- 2013 — «Спосіб діагностики патології шийного відділу хребта при пароксизмальній вегетативній недостатності у дітей»
- 2013 — «Спосіб оцінки діагностичних можливостей моніторингу артеріального тиску при різних клінічних формах вегетативних дисфункцій у дітей»
- 2013 — «Спосіб прогнозування перебігу різних клінічних форм вегетативних дисфункцій у дітей»
- 2013 — «Спосіб діагностики різних клінічних форм вегетативних дисфункцій у дітей»
- 2013 — «Спосіб акустичної діагностики бронхообструктивного синдрому у дітей»
- 2013 — «Спосіб діагностики пароксизмальної вегетативної недостатності»
- 2013 — «Спосіб діагностики неврологічних порушень при пароксизмальній вегетативній недостатності на фоні патології шийного відділу хребта у дітей»
- 2013 — «Спосіб лікування вегетативних дисфункцій за гіпертензивним типом у дітей»
- 2013 — «Спосіб лікування пароксизмальної вегетативної недостатності у дітей»
- 2014 — «Спосіб оцінки стану адаптаційно-пристосовчих механізмів організму»
- 2014 — «Спосіб діагностики артеріальної гіпертензії у підлітків із надлишковою масою тіла»
- 2015 — «Спосіб діагностики пароксизмальної вегетативної недостатності у дітей при наявності патології шийного відділу хребта»
- 2015 — «Пристрій для оцінки стану периферичної нервової системи хворих із цукровим діабетом»
- 2015 — «Спосіб діагностики міофасціальніх дисфункцій у дітей з пароксизмальною вегетативною недостатністю на фоні патології шийного відділу хребта»
- 2015 — «Спосіб лікування вегетативних дисфункцій у дітей»
- 2015 — «Спосіб діагностики вегетативних дисфункцій у дітей на фоні рецидивуючої патології дихальної системи»
- 2015 — «Спосіб акустичної діагностики ремісії у дітей з бронхіальною астмою»
- 2015 — «Спосіб лікування дітей з пароксизмальною вегетативною недостатністю при наявності патології шийного відділу хребта»
- 2015 — «Спосіб лікування дітей з затяжними бронхітами та нетяжким перебігом пневмоній»
- 2015 — «Спосіб діагностики психоемоційних порушень у дітей з пароксизмальною вегетативною недостатністю на фоні патології щитоподібної залози»
- 2015 — «Спосіб оцінки ефективності лікування пароксизмальної вегетативної недостатності у дітей на фоні патології щитоподібної залози»
- 2016 — «Спосіб лікування дітей, хворих на пароксизмальну вегетативну недостатність на фоні патології шийного відділу хребта»
- 2016 — «Спосіб лікування різних клінічних форм вегетативної дисфункції у дітей»
- 2016 — «Спосіб лікування вегето-судинної дисфункції з гіпертензією у дітей»
- 2016 — «Спосіб лікування пароксизмальної вегетативної недостатності у дітей»
- 2016 — «Спосіб лікування вегетативної дисфункції за гіпертензивним типом у дітей»

## Нагороди
- 1999 — подяка Голови Київської міської державної адміністрації
- 2001 — заслужений лікар України
- 2007 — подяка та почесна грамота Міністерства охорони здоров'я України
- 2009 — Державна премія України в галузі науки і техніки — «за розробку та впровадження системи методів діагностики, профілактики і лікування хвороб нирок»
- 2016 — орден князя Ярослава Мудрого V ступеня
- 2017 — відзнака «Знак пошани НАМН України»